# Six Flags St. Louis
Koordinaten: 38° 30′ 46″ N, 90° 40′ 30″ W
Six Flags St. Louis ist ein amerikanischer Freizeitpark der bekannten Freizeitparkgruppe Six Flags. Der 1,31 km² große Park befindet sich in Eureka, Missouri, und wurde 1971 als Six Flags Over Mid-America eröffnet. 1997 fand die Umbenennung in Six Flags St. Louis statt.

## Attraktionen

### Achterbahnen
| Name                      | Typ                               | Hersteller                     | Eröffnungsjahr |
| ------------------------- | --------------------------------- | ------------------------------ | -------------- |
| American Thunder          | Holzachterbahn                    | Great Coasters International   | 2008           |
| Batman The Ride           | Inverted Coaster                  | Bolliger & Mabillard           | 1995           |
| Boomerang                 | Shuttle Coaster                   | Vekoma                         | 2013           |
| Boss                      | Holzachterbahn                    | Custom Coasters International  | 2000           |
| Mr. Freeze: Reverse Blast | Shuttle Coaster, Launched Coaster | Premier Rides                  | 1998           |
| Ninja                     | Stahlachterbahn mit Inversionen   | Vekoma                         | 1989           |
| Pandemonium               | Spinning Coaster                  | Gerstlauer                     | 2007           |
| River King Mine Train     | Minenachterbahn                   | Arrow Dynamics                 | 1971           |
| Rookie Racer              | Familienachterbahn                | Vekoma                         | 2023           |
| Screamin’ Eagle           | Holzachterbahn                    | Philadelphia Toboggan Coasters | 1976           |

#### Ehemalige Achterbahnen
| Name                  | Typ                              | Hersteller              | Eröffnung | Schließung       |
| --------------------- | -------------------------------- | ----------------------- | --------- | ---------------- |
| Big Bend              | Stahlachterbahn ohne Inversionen | Schwarzkopf             | 1980      | 1989 oder früher |
| Jet Scream            | Stahlachterbahn mit Inversion    | Schwarzkopf             | 1981      | 1988             |
| River King Mine Train | Minenachterbahn                  | Arrow Dynamics          | 1971      | 1987             |
| Rockin' Roller        | Kinderachterbahn                 | Allan Herschell Company | 1975      | 2006             |

### Weitere Attraktionen
- Dragon's Wing[16] (SkyCoaster)
- Fireball[17] (Larson International Larson Loop)
- Justice League: Battle for Metropolis[18] (interaktiver Dark Ride von Sally Corporation)
- SkyScreamer[19] (Funtime Starflyer)
- Spinsanity[20] (Zamperla Disk’O)
- Supergirl Sky Flyer[21] (Zamperla Endeavour)
- Superman Tower Of Power[22] (Intamin Giant Drop)
- Xcalibur[23] (Nauta Bussink Baily Evolution)